# Barbus ciscaucasicus
Barbus ciscaucasicus (Вусач терекський, вусач дагестанський) — вид коропоподібних риб родини Коропові (Cyprinidae). 

## Поширення
Риба поширена на Північному Кавказі Росії (Дагестан) та в Азербайджані. Зустрічається у прісних водоймах північно-західного басейну Каспійського моря — від річки Терек до річки Самур. Після будівництва Кума-Маничцького каналу риба поселилась у Чограйському водосховищі, що належить до басейну річки Дон.

## Опис
Риба виростає до 50 см завдовжки та вагою до 1 кг.

## Спосіб життя
Мешкає передгірних і гірських ділянках річок і струмків з дном із каменем або гравієм. Живиться безхребетними, наземними комахами і діатомовими водоростями. Мігрує вгору по річці та нереститься в мілководних притоках. Личинки і тоголітки залишаються в нерестових потоках, а дорослі мігрують вниз по річці.